# Chiara Consonni
Chiara Consonni (Ponte San Pietro, 24 de junio de 1999) es una deportista italiana que compite en ciclismo en las modalidades de pista y ruta. Su hermano Simone también compite en ciclismo.
Participó en los Juegos Olímpicos de París 2024, obteniendo una medalla de oro en la prueba de madison (junto con Vittoria Guazzini).
Ganó tres medallas en el Campeonato Mundial de Ciclismo en Pista, entre los años 2021 y 2024, y tres medallas en el Campeonato Europeo de Ciclismo en Pista, en los años 2020 y 2025.

## Medallero internacional
| Juegos Olímpicos   | Juegos Olímpicos         | Juegos Olímpicos  | Juegos Olímpicos        |
| Año                | Lugar                    | Medalla           | Competición             |
| ------------------ | ------------------------ | ----------------- | ----------------------- |
| 2024               | París (Francia)          | Medalla de oro    | Madison                 |
| Campeonato Mundial |                          |                   |                         |
| Año                | Lugar                    | Medalla           | Competición             |
| 2021               | Roubaix (Francia)        | Medalla de plata  | Persecución por equipos |
| 2022               | Saint-Quentin (Francia)  | Medalla de oro    | Persecución por equipos |
| 2024               | Ballerup (Dinamarca)     | Medalla de bronce | Persecución por equipos |
| Campeonato Europeo |                          |                   |                         |
| Año                | Lugar                    | Medalla           | Competición             |
| 2020               | Plovdiv (Bulgaria)       | Medalla de plata  | Persecución por equipos |
| 2025               | Heusden-Zolder (Bélgica) | Medalla de oro    | Persecución por equipos |
| 2025               | Heusden-Zolder (Bélgica) | Medalla de plata  | Madison                 |

## Palmarés
2019
- 1 etapa del Boels Ladies Tour

2021
- Ronde de Mouscron
- Vuelta a la Comunidad Valenciana
- Gran Premio de Morbihan

2022
- A Través de Flandes
- Dwars door de Westhoek
- Diamond Tour
- 1 etapa del Giro de Italia Femenino
- Gran Premio de Isbergues

2023
- Trofeo Maarten Wynants
- 1 etapa del Giro de Italia Femenino
- Gran Premio Beerens
- Tour de la Isla de Chongming, más 1 etapa

2024
- Gran Premio della Liberazione
- Gran Premio Eco-Struct
- Diamond Tour
- 2.ª en el Campeonato de Italia en Ruta
- 1 etapa del Giro de Italia Femenino

2025
- Tour de Polonia, más 2 etapas